# 李侊炫
李侊炫（韩语： I Kwanghyun，1993年8月17日—），生于首尔，韩国男子击剑运动员，主攻花剑，2018年亚洲运动会男子花剑团体金牌得主、2022年亚洲运动会男子花剑团体金牌得主。